# Panai Kongpraphan
Panai Kongpraphan (Thai: ปณัย คงประพันธ์, * 16. Juni 1983 in Phattalung) ist ein thailändischer Fußballspieler auf der Position eines Stürmers. Er spielt für den BEC-Tero Sasana in der Thai Premier League. Seine Karriere begann er 2004 bei seinem jetzigen Verein BEC-Tero. Er spielte zunächst bis 2007 für den Verein und absolvierte dabei 38 Spiele. In der Saison 2008 wechselte für ein Jahr zum FC Nakhon Pathom, ehe er zu BEC-Tero zurückkehrte. 2010 wechselte er in den südlichen Teil Thailands zum FC Songkhla. In 25 Spielen schoss er vier Tore. 2012 verließ er Songkhla und unterschrieb einen Vertrag beim drittklassigen Verein Assumption United. Hier schoss er drei Tore in 21 Spielen. 2013 zog es ihn in den Norden von Thailand zum Chiangmai FC.
Für die Nationalmannschaft Thailands spielte er bisher nur in der U-19. Dabei nahm er an der Endrunde zu den U-19-Fußball-Asienmeisterschaften 2002 teil. 2005 war er Teil des Teams, welches an der Sommer-Universiade teilnahm.

## Auszeichnungen und Erfolge

### Erfolge als Spieler

#### Nationalelf
- Teilnahme an der Sommer-Universiade 2005
- Teilnahme an der Endrunde zu den U-19-Fußball-Asienmeisterschaften 2002

## Erläuterungen/Einzelnachweise
1. ↑  becterosasana.in.th: Kader der Saison 2009 (Memento des Originals vom 28. Juni 2009 im Internet Archive)  Info: Der Archivlink wurde automatisch eingesetzt und noch nicht geprüft. Bitte prüfe Original- und Archivlink gemäß Anleitung und entferne dann diesen Hinweis.
2. ↑  thaifootball.com: Kader mit Bild
3. ↑  thaifootball.com: Kader mit Bild

| Personendaten    | Personendaten                 |
| ---------------- | ----------------------------- |
| NAME             | Panai Kongpraphan             |
| KURZBESCHREIBUNG | thailändischer Fußballspieler |
| GEBURTSDATUM     | 16. Juni 1983                 |
| GEBURTSORT       | Phatthalung                   |